# Alberto Volfango di Hohenlohe-Langenburg
Alberto Volfango di Hohenlohe-Langenburg (Langenburg, 6 luglio 1659 – Langenburg, 17 aprile 1715) è stato conte di Hohenlohe-Langenburg.

## Biografia
Era figlio primogenito del conte Enrico Federico di Hohenlohe-Langenburg (1625-1699) e della sua seconda moglie, la contessa Giuliana Dorotea di Castell-Remlingen. (1640-1706).
Alla morte del padre, ottenne la reggenza della contea assieme ai fratelli, alla morte dei quali ottenne l'unica reggenza sullo stato tedesco ereditato, stabilendo anche il diritto di primogenitura, il che evitò la frammentazione dei beni paterni tra i suoi figli e le sue generazioni future.

## Matrimonio e figli
Il 22 agosto 1686, egli sposò Sofia Amalia di Nassau-Saarbrücken (1666-1736), figlia del conte Gustavo Adolfo di Nassau-Saarbrücken, dalla quale ebbe i seguenti eredi:
- Eleonora Giuliana (1687-1701)
- Federico Luigi (nato e morto nel 1688)
- Sofia Carlotta (1690-1691)
- Filippo(1692-1699)
- Cristiana (1693-1695)
- Luigi (1696-1765), sposò Eleonora di Nassau-Saarbrücken (1707-1769)
- Carlotta (1697-1743)
- Cristiano (1699-1719)
- Albertina (1701-1773), sposò Filippo Enrico di Hohenlohe-Ingelfingen (1702-1781)
- Sofia Federica (1702-1734)
- Enrichetta (1704-1709)
- Federico Carlo (1706-1718)

## Ascendenza
|                                                                |                                               |                                                                 | Genitori                                                |  |  | Nonni |  |  | Bisnonni                                         |  |  | Trisnonni                                           |  |
|                                                                |                                               |                                                                 |                                                         |  |  |       |  |  | 8. Wolfgang II, II conte di Hohenlohe-Neuenstein |  |  | 16. Ludwig Casimir, I conte di Hohenlohe-Neuenstein |  |
|                                                                |                                               |                                                                 |                                                         |  |  |       |  |  | 8. Wolfgang II, II conte di Hohenlohe-Neuenstein |  |  | 16. Ludwig Casimir, I conte di Hohenlohe-Neuenstein |  |
|                                                                |                                               | 17. contessa Anna zu Solms-Laubach                              |                                                         |  |  |       |  |  | 8. Wolfgang II, II conte di Hohenlohe-Neuenstein |  |  |                                                     |  |
| 4. Philipp Ernst, I conte di Hohenlohe-Langenburg              |                                               |                                                                 |                                                         |  |  |       |  |  | 8. Wolfgang II, II conte di Hohenlohe-Neuenstein |  |  |                                                     |  |
|                                                                |                                               | 9. contessa Magdalena von Nassau-Dillenburg                     | 18. Wilhelm I, IX conte di Nassau-Dillenburg            |  |  |       |  |  |                                                  |  |  |                                                     |  |
|                                                                |                                               | 9. contessa Magdalena von Nassau-Dillenburg                     | 18. Wilhelm I, IX conte di Nassau-Dillenburg            |  |  |       |  |  |                                                  |  |  |                                                     |  |
|                                                                |                                               | 9. contessa Magdalena von Nassau-Dillenburg                     | 19. contessa Juliana zu Stolberg-Wernigerode            |  |  |       |  |  |                                                  |  |  |                                                     |  |
| 2. Heinrich Friedrich, IV conte di Hohenlohe-Langenburg        |                                               | 9. contessa Magdalena von Nassau-Dillenburg                     |                                                         |  |  |       |  |  |                                                  |  |  |                                                     |  |
|                                                                |                                               | 10. Otto, I conte di Solms-Sonnenwalde                          | 20. Friedrich Magnus I, II conte di Solms-Laubach       |  |  |       |  |  |                                                  |  |  |                                                     |  |
|                                                                |                                               | 10. Otto, I conte di Solms-Sonnenwalde                          | 20. Friedrich Magnus I, II conte di Solms-Laubach       |  |  |       |  |  |                                                  |  |  |                                                     |  |
|                                                                |                                               | 10. Otto, I conte di Solms-Sonnenwalde                          | 21. contessa Agnes zu Wied                              |  |  |       |  |  |                                                  |  |  |                                                     |  |
| 5. contessa Anna Maria zu Solms-Sonnenwalde                    |                                               | 10. Otto, I conte di Solms-Sonnenwalde                          |                                                         |  |  |       |  |  |                                                  |  |  |                                                     |  |
|                                                                |                                               | 11. contessa Anna Amalia von Nassau-Weilburg                    | 22. Albrecht, VI conte di Nassau-Weilburg               |  |  |       |  |  |                                                  |  |  |                                                     |  |
|                                                                |                                               | 11. contessa Anna Amalia von Nassau-Weilburg                    | 22. Albrecht, VI conte di Nassau-Weilburg               |  |  |       |  |  |                                                  |  |  |                                                     |  |
|                                                                |                                               | 11. contessa Anna Amalia von Nassau-Weilburg                    | 23. contessa Anna von Nassau-Dillenburg                 |  |  |       |  |  |                                                  |  |  |                                                     |  |
| 1. Albrecht Wolfgang, V conte di Hohenlohe-Langenburg          |                                               | 11. contessa Anna Amalia von Nassau-Weilburg                    |                                                         |  |  |       |  |  |                                                  |  |  |                                                     |  |
|                                                                | 12. Wolfgang II, I conte di Castell-Remlingen | 24. Georg II, XII conte di Castell                              |                                                         |  |  |       |  |  |                                                  |  |  |                                                     |  |
|                                                                | 12. Wolfgang II, I conte di Castell-Remlingen | 24. Georg II, XII conte di Castell                              |                                                         |  |  |       |  |  |                                                  |  |  |                                                     |  |
|                                                                | 12. Wolfgang II, I conte di Castell-Remlingen | 25. Sophie zu Limpurg-Speckfeld                                 |                                                         |  |  |       |  |  |                                                  |  |  |                                                     |  |
| 6. Wolfgang Georg I, II conte di Castell-Remlingen             | 12. Wolfgang II, I conte di Castell-Remlingen |                                                                 |                                                         |  |  |       |  |  |                                                  |  |  |                                                     |  |
|                                                                |                                               | 13. contessa Juliana zu Hohenlohe-Neuenstein                    | 26. Wolfgang II, II conte di Hohenlohe-Neuenstein (= 8) |  |  |       |  |  |                                                  |  |  |                                                     |  |
|                                                                |                                               | 13. contessa Juliana zu Hohenlohe-Neuenstein                    | 26. Wolfgang II, II conte di Hohenlohe-Neuenstein (= 8) |  |  |       |  |  |                                                  |  |  |                                                     |  |
|                                                                |                                               | 13. contessa Juliana zu Hohenlohe-Neuenstein                    | 27. contessa Magdalena von Nassau-Dillenburg (= 9)      |  |  |       |  |  |                                                  |  |  |                                                     |  |
| 3. contessa Juliane Dorothea zu Castell-Remlingen              |                                               | 13. contessa Juliana zu Hohenlohe-Neuenstein                    |                                                         |  |  |       |  |  |                                                  |  |  |                                                     |  |
|                                                                |                                               | 14. Ludwig Eberhard, I conte di Hohenlohe-Waldenburg-Pfedelbach | 28. Georg Friedrich I, II conte di Hohenlohe-Waldenburg |  |  |       |  |  |                                                  |  |  |                                                     |  |
|                                                                |                                               | 14. Ludwig Eberhard, I conte di Hohenlohe-Waldenburg-Pfedelbach | 28. Georg Friedrich I, II conte di Hohenlohe-Waldenburg |  |  |       |  |  |                                                  |  |  |                                                     |  |
|                                                                |                                               | 14. Ludwig Eberhard, I conte di Hohenlohe-Waldenburg-Pfedelbach | 29. Dorothea Reuß zu Gera                               |  |  |       |  |  |                                                  |  |  |                                                     |  |
| 7. contessa Sophie Juliane von Hohenlohe-Waldenburg-Pfedelbach |                                               | 14. Ludwig Eberhard, I conte di Hohenlohe-Waldenburg-Pfedelbach |                                                         |  |  |       |  |  |                                                  |  |  |                                                     |  |
|                                                                |                                               | 15. contessa Dorothea zu Erbach-Breuberg                        | 30. Georg III, I conte di Erbach-Breuberg               |  |  |       |  |  |                                                  |  |  |                                                     |  |
|                                                                |                                               | 15. contessa Dorothea zu Erbach-Breuberg                        | 30. Georg III, I conte di Erbach-Breuberg               |  |  |       |  |  |                                                  |  |  |                                                     |  |
|                                                                |                                               | 15. contessa Dorothea zu Erbach-Breuberg                        | 31. contessa Marie von Barby-Mühlingen                  |  |  |       |  |  |                                                  |  |  |                                                     |  |
|                                                                |                                               | 15. contessa Dorothea zu Erbach-Breuberg                        |                                                         |  |  |       |  |  |                                                  |  |  |                                                     |  |

| Controllo di autorità | VIAF (EN) 39783768 · SBN BVEV147698 · CERL cnp00938133 · GND (DE) 103125140 |